# جف واندرمر
جف واندرمر (انگلیسی: Jeff VanderMeer؛ زادهٔ ۷ ژوئیهٔ ۱۹۶۸) نویسنده، پدیدآور، ویراستاری، نشر اهل ایالات متحده آمریکا است. همچنین برندهٔ جوایزی همچون جایزه نبیولا برای بهترین رمان شده‌است.یکی از معروفترین کتابهای این نویسنده، رمان نابودی است که توسط پرویز شبرنگ از انتشارات یمام به فارسی ترجمه شده است.